# Логиновский, Владимир Аркадьевич
Владимир Аркадьевич Логино́вский (род. 28 февраля 1960) — советский и российский лётчик-испытатель, Герой Российской Федерации (1998).

## Биография
Родился 28 февраля 1960 года в деревне Бакшеев Дор ныне Кичменгско-Городецкого района Вологодской области. В семилетнем возрасте переехал с родителями в посёлок Новатор Великоустюгского района Вологодской области. В 1978 году окончил Голузинскую среднюю общеобразовательную школу.
В армии с 1978 года. В 1982 году окончил Качинское высшее военное авиационное училище лётчиков. Служил в строевых частях ВВС (Закавказский военный округ и Центральная группа войск). С 1987 года капитан Логиновский в запасе.
В 1989 году окончил Школу лётчиков-испытателей. В 1989—2002 — лётчик-испытатель Лётно-исследовательского института имени М. М. Громова. Провёл ряд испытательных работ на сверхзвуковых истребителях МиГ-23, МиГ-25, МиГ-29, Су-7Б, Су-17, Су-24, Су-27, Су-30 и других по тематике института, участвовал в отработке дозаправки самолётов-истребителей днём и ночью. В 1996—2001 совместно с А. Н. Квочуром и А. Ю. Гарнаевым на самолёте Су-30 участвовал в ряде сверхдальних перелётов, был постоянным партнёром А. Н. Квочура при демонстрации парного пилотажа на самолётах Су-27 и Су-30.
За мужество и героизм, проявленные при испытании новой авиационной техники, Логиновскому Владимиру Аркадьевичу Указом Президента РФ № 38 от 15 января 1998 года присвоено звание Героя Российской Федерации с вручением медали «Золотая Звезда» (№ 429) 
Живёт в городе Жуковский Московской области.

## Награды и звания
- Герой Российской Федерации (1998)
- Лётчик-испытатель 1-го класса (1997)[1]
- Военный лётчик 1-го класса